# Екноа
Екноа (фр. Esquennoy) насеље је и општина у североисточној Француској у региону Пикардија, у департману Оаза која припада префектури Клермон.
По подацима из 2011. године у општини је живело 733 становника, а густина насељености је износила 74,87 становника/km². Општина се простире на површини од 9,79 km². Налази се на средњој надморској висини од 110 метара (максималној 170 m, а минималној 74 m).

## Демографија
| 1962. | 1968. | 1975. | 1982. | 1990. | 1999. | 2011. |
| ----- | ----- | ----- | ----- | ----- | ----- | ----- |
| 737   | 806   | 936   | 885   | 876   | 881   | 733   |

График промене броја становника у току последњих година